# 유령 (소설)
유령은 대한민국의 소설가 강희진의 작품이다. 가상현실과 실제현실을 소재로 대한민국 사회의 남북문제, 탈북문제를 짚어낸 이 소설은 2011년 제7회 세계문학상(고료 1억원)을 수상하기도 하였다.
실제로 대한민국의 MMORPG 리니지2에서 발생한 바츠해방전쟁 사건을 담고 있어 화제가 되었다.